# Sesso profondo
Sesso profondo è un film del 1980 diretto da Marino Girolami (accreditato come Frank Martin).

## Trama
Jennifer, dopo avere sposato lo scrittore Roman, scopre di non provare più piacere sessuale. Si rivolge quindi a uno psicanalista, che individua la causa del problema in un trauma infantile, che le permette di provare piacere solo a bordo d'aerei; perciò Jennifer decide di frequentare un corso per hostess a New York e viene assunta, dopo essersi concessa all'istruttore capo Murphy. La novella hostess si libera d'ogni inibizione e comincia ad avere orgasmi, prima con uno steward durante il suo primo volo di linea, poi con una collega, infine con il marito Roman sempre in volo. Jennifer confessa a Roman i suoi tradimenti continui giustificandoli col tentativo di superare il proprio trauma infantile, ma Roman reagisce bruscamente. Così Jennifer trascina il marito dal proprio psicanalista, che rivela alla donna d'essere finalmente guarita. Alla fine Roman, esposto il suo caso a Murphy, ottiene d'essere assunto come steward per non lasciare mai Jennifer sola in aereo.

## Produzione
Il film appartiene al genere erotico ma è stata distribuita anche una versione con inserti hard girati da controfigure. Lo sceneggiatore accreditato, Romano Scandariato, sostiene d'avere suggerito ai produttori solo pochissime idee per sfruttare il set d'un aereo disponibile presso gli stabilimenti De Paolis. Nell'intervista contenuta nel documentario Il talento di Mr Salvati, presente tra gli extra del dvd edito da CG Entertainment per la collana Cinesexy, il direttore della fotografia Sergio Salvati riferisce d'avere girato, con la direzione del produttore Fabrizio De Angelis, gli esterni ambientati tra New York e Santo Domingo durante le riprese di Zombi 2 di Lucio Fulci. Stando sempre alle parole di Salvati, il regista Marino Girolami (che firma con lo pseudonimo Frank Martin) avrebbe girato soltanto le riprese girate in interni a Roma. Il protagonista Al Cliver affermò di aver abbandonato il set una volta scoperto che del film si stava girando una versione hardcore controfigurandolo a sua insaputa. Durante l'atto sessuale, aveva creduto che le riprese di dettaglio del suo pene eretto sarebbero state utilizzate solo per un film interno e sarebbero poi state montate e rimosse nel montaggio. 